# Luis Abinader
Luis Rodolfo Abinader Corona (Santo Domingo, 12 de julho de 1967) é um economista e político dominicano, atual presidente da República Dominicana desde 16 de agosto de 2020. Ele foi candidato pelo Partido Revolucionário Moderno à presidente de seu país nas eleições gerais de 2016 e 2020.

## Biografia
Abinader nasceu em Santo Domingo em 12 de julho de 1967. Seus pais são da região de Cibao, sua mãe é Rosa Sula Corona Caba, uma linhagem colonial dominicana branca das Canárias da província de La Vega. Seu pai é o empresário e líder político José Rafael Abinader, um dominicano de origem libanesa e nativo da província de Monte Cristi.
Cursou o ensino médio no Colégio Loyola, agora Instituto Politécnico Loyola. Ele se formou em economia pelo Instituto Tecnológico de Santo Domingo. Fez pós-graduação em Gerenciamento de Projetos na Hult International Business School (na época chamada Arthur D. Little Institute) em Cambridge, Massachusetts. Ele também estudou Finanças Corporativas e Engenharia Financeira na Universidade de Harvard e Gerenciamento Avançado no Dartmouth College em Nova Hampshire.

## Carreira
Ele foi eleito vice-presidente do Partido Revolucionário Dominicano em convenção nacional de 2005.
Atualmente, é presidente executivo do Grupo ABICOR, que desenvolveu e operou grandes projetos de turismo no país. Esse grupo familiar liderou o plano de negócios da atual empresa Cementos Santo Domingo, da qual ele é vice-presidente.
Foi presidente da Associação de Hotéis de Sosúa e Cabarete e é membro do Conselho de Administração da Associação Nacional de Hotéis e Restaurantes (ASONAHORES).
Ele é membro do Conselho de Administração da Fundação da O&M University.
Ele foi reconhecido pela Assembléia Geral de Rhode Island por sua carreira em serviços públicos, educação e negócios. Ele também recebeu agradecimentos da prefeitura de Boston e do senado de Massachusetts por suas contribuições ao ensino superior, participação cívica e serviço comunitário.
Abinader foi candidato a vice-presidente do Partido Revolucionário Dominicano nas eleições de 2012 e em 2005 foi pré-candidato a senador da província de Santo Domingo.

### Eleição presidencial de 2016
Ele foi o candidato presidencial do Partido Humanista Dominicano e do Partido Revolucionário Moderno para as últimas eleições gerais de 15 de maio de 2016.
Abinader foi, juntamente com Soraya Aquino, um dos dois candidatos à presidência em 2016 que não haviam nascido durante a ditadura de Rafael Trujillo (1930-1961). Os parceiros da Giuliani, especificamente Rudy Giuliani e John Huvane, assessoraram a Abinader na campanha como consultores de segurança.

### Eleição presidencial de 2020
Concorreu com sucesso à presidência nas eleições de 2020. Rudy Giuliani e John Huvane mais uma vez aconselharam a Abinader na campanha como consultores de segurança.
Abinader é o primeiro presidente dominicano nascido após a ditadura de Rafael Trujillo e o primeiro presidente eleito a não viver durante a ditadura desde Ramón Cáceres, assassinado em 1911.
A 23 de março de 2023, foi agraciado com o grau de Grande-Colar da Ordem do Infante D. Henrique, de Portugal.

### Eleição presidencial de 2024
Nas eleições de 19 de maio de 2024, foi reeleito com 57% dos votos para o mandato governamental de 2024-2028. Após a vitória, Abinader agradeceu a participação dos eleitores.
O ex-presidente do país Leonel Fernández, da oposição, reconheceu a vitória de Abidaner e chegou a telefoná-lo, desejando sucesso na sua gestão.

## Vida pessoal
Abinader é casado com Raquel Arbaje Soni, filha dos empresários Eduardo e Margarita Soni, ambos descendentes de libaneses. Eles têm três filhos: Esther Patricia, Graciela Lucía e Adriana Margarita.